# Linh Tây
Linh Tây là một phường thuộc thành phố Thủ Đức, Thành phố Hồ Chí Minh, Việt Nam.

## Địa lý
Phường Linh Tây nằm ở trung tâm thành phố Thủ Đức, có vị trí địa lý:
- Phía đông giáp các phường Linh Chiểu và Linh Trung
- Phía tây giáp các phường Tam Phú và Linh Đông
- Phía nam giáp các phường Linh Đông và Trường Thọ
- Phía bắc giáp tỉnh Bình Dương.

Phường có diện tích 1,36 km², dân số năm 2021 là 23.406 người,  mật độ dân số đạt 17.210 người/km².

## Lịch sử
Dưới thời nhà Nguyễn, địa bàn phường Linh Tây hiện nay gần tương ứng với làng Linh Chiểu Tây thuộc tổng An Điền, huyện Ngãi An, phủ Phước Long, tỉnh Biên Hòa.
Đến thời Pháp thuộc, làng Linh Chiểu Tây hợp nhất với các làng Linh Chiểu Đông và Bình Quới Đông thành làng Linh Đông Xã thuộc quận Thủ Đức, tỉnh Gia Định. Làng Linh Đông Xã là nơi đặt quận lỵ Thủ Đức.
Sau năm 1956, các làng gọi là xã, Linh Đông Xã là một xã thuộc quận Thủ Đức.
Sau năm 1975, xã Linh Đông Xã giải thể để thành lập thị trấn Thủ Đức - thị trấn huyện lỵ huyện Thủ Đức, thành phố Sài Gòn - Gia Định (tên gọi khi đó của Thành phố Hồ Chí Minh ngày nay).
Ngày 6 tháng 1 năm 1997, Chính phủ ban hành Nghị định số 03-CP. Theo đó:
- Thành lập quận Thủ Đức trên cơ sở toàn bộ diện tích và dân số của thị trấn Thủ Đức và 7 xã: Hiệp Bình Chánh, Hiệp Bình Phước, Linh Đông, Linh Trung, Linh Xuân, Tam Bình, Tam Phú; một phần diện tích và dân số của các xã Hiệp Phú, Tân Phú và Phước Long thuộc huyện Thủ Đức cũ
- Thành lập phường Linh Tây thuộc quận Thủ Đức trên cơ sở 61 ha diện tích tự nhiên và 10.158 người của thị trấn Thủ Đức; 80 ha diện tích tự nhiên và 1.680 người của xã Linh Trung.

Sau khi thành lập, phường có 141 ha diện tích tự nhiên và 11.838 người.
Ngày 9 tháng 12 năm 2020, Ủy ban thường vụ Quốc hội ban hành Nghị quyết 1111/NQ-UBTVQH14 về việc thành lập thành phố Thủ Đức trên cơ sở sáp nhập toàn bộ diện tích và dân số của Quận 2, Quận 9 và quận Thủ Đức, phường Linh Tây thuộc thành phố Thủ Đức như hiện nay.

## Di tích
- Đình thần Linh Tây (tên cũ là đình Linh Chiểu Tây)[4]